# 長濱裕幸
長濱 裕幸（ながはま ひろゆき、1961年10月 - ）は、日本の地球科学者である。専門は地質学。東北大学大学院理学系研究科・理学部地学専攻長。

## 経歴
- 1985年 - 早稲田大学教育学部理学科卒業
- 1990年 - 東北大学大学院理学研究科修了　理学博士 「Fracturing in the Solid Earth(固体地球における破壊)」
- 1991年 - 静岡大学理学部助手
- 1994年 - 東北大学大学院理学系研究科助手
- 2002年 - 東北大学大学院理学系研究科助教授
- 2008年 - 東北大学大学院理学系研究科教授

## 業績
安岡由美（神戸薬科大学）、鈴木俊幸・本間 好（福島県立医科大学）との共同研究の成果として、2011年3月11日に東日本を襲った東北地方太平洋沖地震（東日本大震災）の発生前に、大気中のラドンガス濃度が増加していたことを、2011年10月に静岡市で開催された日本地震学会で発表した（「東北地方太平洋沖地震(Mw = 9.0) 前の大気中ラドン濃度変動について」）。